# YOU (MiChiの曲)
「YOU」（ユー）は、MiChiの4枚目のシングル。

## 概要
- 1万枚完全生産限定盤で、すべてがMiChiの手書きメッセージカード入り。その中に1枚だけ「LIVE TO YOU」招待券が入っており、同ライブは当選者1人のためだけに開催される。
- MiChi初のバラード楽曲で、デビュー前からある約60曲のデモ音源の中で選ばれた作品。

## 収録曲
（全作詞：MiChi／全作曲・編曲：Tomokazu “T.O.M” Matsuzawa）
1. YOU
2. YOY
3. YOU（version 3.1）
4. YOU（Instrumental）

## タイアップ
YOU
- レコチョクCMソング
- 毎日放送『ラボマシーン〜おとなの社会科見学〜』エンディングテーマ
- テレビ神奈川『sakusaku』2009年10月度エンディングテーマ